# 5720 (année hébraïque)
5720 (hébreu : ה'תש"ך , abbr. : תש"ך) est une année hébraïque qui a commencé à la veille au soir du 3 octobre 1959 et s'est finie le 21 septembre 1960. Cette année a compté 355 jours. Ce fut une année simple dans le cycle métonique, avec un seul mois de Adar. Ce fut la première année depuis la dernière année de chemitta.
En l'an 5720, l'État d'Israël a fêté ses 12 ans d'indépendance.

## Calendrier
Ce calendrier hébraïque de l'année 5720 donne les correspondances avec les dates du calendrier grégorien.
Le premier nombre dans chaque case correspond au jour du mois hébraïque. Les jours en couleurs sont des jours remarquables juifs ou israéliens.
| ◄◄ | 5720 | ►► |

## Événements
- L'enlèvement de Adolf Eichmann en Argentine par les Israéliens est annoncé à la Knesset par le premier ministre David Ben Gourion.
- Kennedy lance une initiative de paix pour le Moyen-Orient. Il souhaite l’application des recommandations de l’ONU sur les réfugiés palestiniens et la résurrection de la Commission de conciliation de 1949. Les réfugiés arabes pourraient se voir octroyer le droit d’émigrer en Amérique du Nord, en Amérique latine et en Australie, sauf 25 % qui rentreraient en Israël. David Ben Gourion refuse tout retour de réfugiés avant le règlement durable de l’ensemble de la question. Il se rend aux États-Unis (mai) et recherche une intervention américaine contre les livraisons d’armes de l’Union soviétique à la RAU.

## Naissances
- Val Kilmer
- David Duchovny

## Décès
- Victor Klemperer
- Maurice Schwartz

5715 - 5716 - 5717 - 5718 - 5719 - 5720 - 5721 - 5722 - 5723 - 5724 - 5725